# Прісноводні черепахи (підродина)
Прісноводні черепахи (Emydinae) — підродина черепах родини Прісноводні черепахи. Має 6 родів та 10 видів.

## Опис
Загальна довжина представників цієї підродини коливається від 9 до 27 см. У деяких видів спостерігається статевий диморфізм. Голова невелика, дещо витягнута. Карапакс зазвичай гладенький, овальний, злегка опуклий, у молодих округлий і з серединним кілем частини в задній. Карапакс з'єднується з пластроном рухомий зв'язкою. Між пальцями є більш або менш розвинені плавальні перетинки. Хвіст порівняно довгий, бере участь у маневруванні у воді.
Забарвлення сірого, оливкового, жовтого, бурого, коричневого кольору з різними відтінками або з яскравими крапочками, плямочками.

## Спосіб життя
Полюбляють водяні прісноводні місцини, зокрема болота, ставки. Значну частину життя проводять у воді. Добре плаває та пірнає. Харчується ракоподібними, молюсками, рослинною їжею.
Відкладають від 7 до 15 яєць, зариваючи їх у ямку. Інкубаційний період триває від 2 до 3,5 місяців.

## Розповсюдження
Мешкають у Північній Америці та Європі.

## Роди
- Actinemys
- Clemmys
- Emydoidea
- Emys
- Glyptemys
- Terrapene